# 殷立华
殷立华（1955年—），武汉人，是中国已退役的足球守门员和现任主教练，中国足球职业联赛开始以后，他绝大多数时间都在第二级的甲B联赛和中甲联赛执教，是中甲教练中的元老级人物。
1998年，刚刚率领武汉雅琪冲入甲A的殷立华被武汉解任，随即出任了甲B联赛上海浦东的主帅，成为上海足球历史上第一位非上海籍主教练。
2010年殷立华更执教第三级的中乙联赛球队湖北康天，但球队磨合问题一直没有较好解决，开局即遭三连败，殷立华主动请辞下课。